# 1149
1149 (MCXLIX) a fost un an obișnuit al calendarului iulian.

## Evenimente
- 11 ianuarie: Ultima rezistență a almoravizilor din Spania, condusă de Yahya Ben Ghania, este zdrobită de almohazi pe câmpurile Granadei; generalul almohad Barraz capturează pe ultimii susținători ai almoravizilor și totodată respinge încercările creștinilor de a prelua noi așezări din Andalusia.
- 29 iunie: Bătălia de la Font-Muret (Inab): Nur ad-Din, emirul de Alep, și Shirkuh (unchiul lui Saladin) înfrâng pe cruciații din Principatul Antiohiei; principele Raymond de Poitiers cade în luptă, iar capul lui este trimis ca trofeu califului din Bagdad.
- 26 iulie: Capitularea cruciaților din Apamea; atabegul de Alep, Nur ad-Din încheie recuperarea fostului comitat al Edessei și preia de la principatul de Antiohia ultimele stăpâniri cruciate de dincolo de Orontes (Apamea, Albara, Artah).
- 27 iulie: Cneazul Iuri Dolgoruki de Rostov-Suzdal atacă Kievul, declanșând lupta cu nepotul său, marele cneaz Iziaslav al II-lea.
- 28 iulie: Conducătorii Cruciadei a doua decid să revină în Europa.
- 29 iulie: Întors din cruciadă, regele Ludovic al VII-lea al Franței debarcă în Calabria.
- august: Întâlnirea de la Potenza dintre regele Ludovic al VII-lea al Franței și regele Roger al II-lea al Siciliei; Franța este atrasă de perspectivele unei cruciade împotriva Bizanțului, abatele Suger și Bernard de Clairvaux făcând planuri pentru aceasta; momentan, opinia publică din Occident se menține reticentă față de această inițiativă.
- 23 august: Victorios asupra marelui cneaz Iziaslav al II-lea, Iuri Dolgoruki ocupă Kievul; mitropolitul de Kiev, Klim, părăsește orașul.
- 9-10 octombrie: Papa Eugeniu al III-lea se întâlnește la Frascati cu regele Ludovic al VII-lea al Franței și cu regina Eleanor de Aquitania, căutând să îi reconcilieze.
- 24 octombrie: Creștinii din Spania recuceresc Lerida de la mauri.
- 25 decembrie: Împăratul Manuel I Comnen încheie o alianță cu împăratul Conrad al III-lea de Hohenstaufen, cel din urmă obligându-se să îi atace pe normanzii lui Roger al II-lea.

### Nedatate
- Ala Al-Din Al-Husayn întemeiază dinastia gurizilor în Ghor (Afghanistan).
- Autoproclamat drept campion al Islamului, emirul Nur ad-Din al Alepului ia numeroase măsuri împotriva șiiților, pe care îi acuză de colaborare cu cruciații.
- Împăratul Manuel I Comnen al Bizanțului recuperează Corfu de la normanzii lui Roger al II-lea, cu sprijinul aliaților săi venețieni.
- Orașul danez Aarhus obține privilegii.
- Răscoală a sârbilor și ungurilor împotriva Bizanțului, cu sprijin financiar din partea regelui Roger al II-lea al Siciliei.

## Arte, științe, literatură și filozofie
- 15 iulie: Este inaugurat Sfântul Mormânt din Ierusalim, aflat în curs de reconstrucție.
- Bernard de Clairvaux începe redactarea tratatului De Consideratione, dedicate papei Eugeniu al III-lea.
- Emirul de Alep, Nur ad-Din, întemeiază numeroase școli (medrese).
- Geoffrey of Monmouth scrie Vita Merlini.

## Înscăunări
- 28 august: Mujir ad-Din Abaq, regent al Damascului.
- Ala Al-Din Al-Husayn, rege al dinastiei Ghurid (1149-1161).

## Nașteri
- Alberto Avogadro, patriarh latin de Ierusalim (d. 1214).
- Fakhr al-Din al-Razi, teolog și filosof persan (d. 1209).

## Decese
- 27 iunie: Raymond de Poitiers, principe de Antiohia (n. 1099)
- 28 august: Muinaddin Unur, regent al Damascului (n. ?)